# همیشه (ترانه بون جووی)
«همیشه» (به انگلیسی: Always) تک‌آهنگی از گروه آمریکایی بون جووی است که در ۲۰ سپتامبر ۱۹۹۴ منتشر شد.

## موزیک ویدئو
در این موزیک ویدئو جک نوثورتی، کارلا گوجینو، جیسون ویلس و کری راسل ایفای نقش کردند.